# 大头橐吾
大頭橐吾（學名：Ligularia japonica）為菊科橐吾属的植物。分布於印度、南韓、北韓、日本、臺灣，以及中國大陸的福建、江西、湖北、安徽、廣東、湖南、廣西、浙江等地，生長於海拔 900-2,300m 山區，一般生長在水邊、山坡草地或林下。

## 型態
莖直立粗大，莖高約 1m，具紫色斑點。

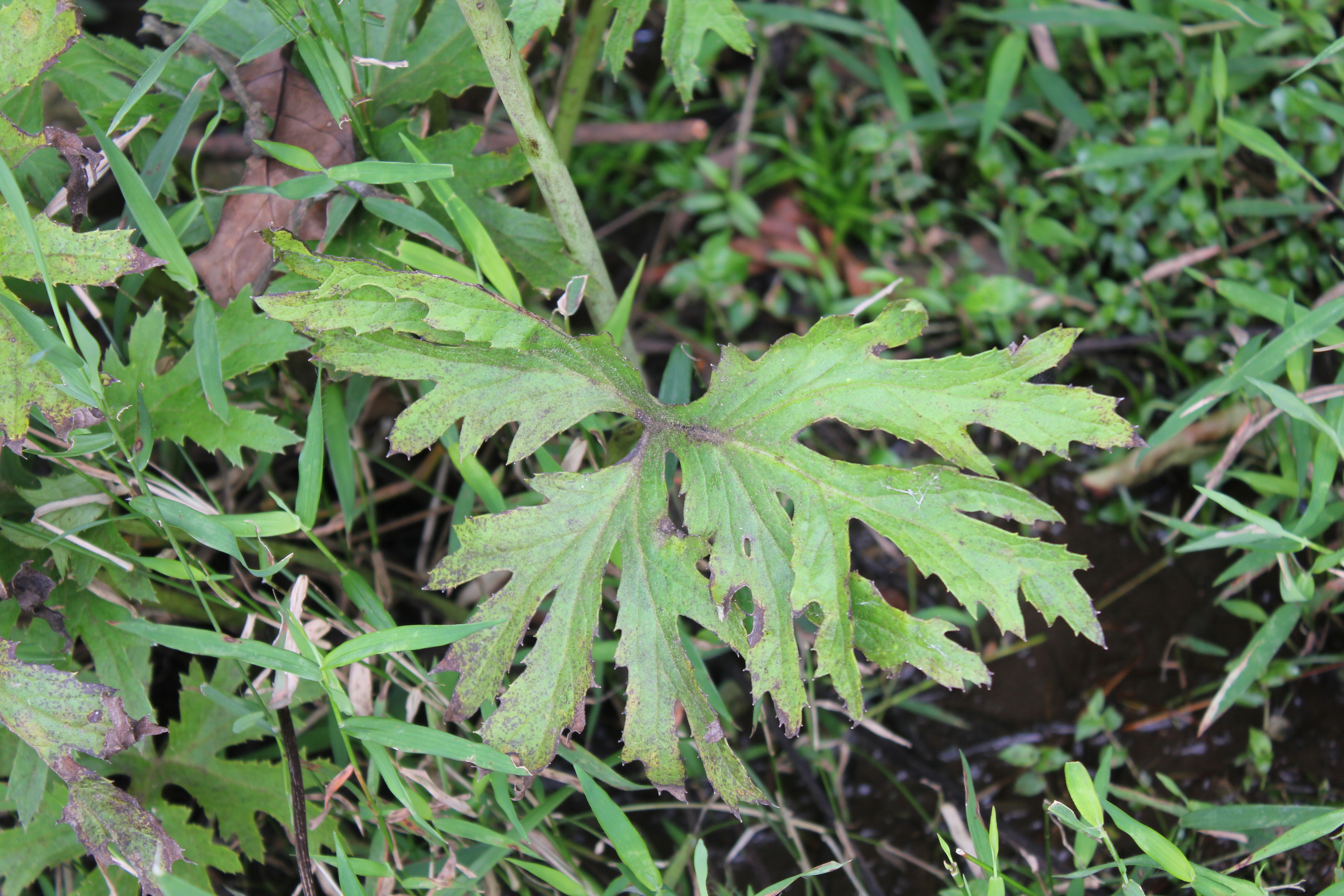
Leaf of Ligularia japonica at Mt. Huangzui Ecological Protected Area, Yangmingshan National Park, Taipei, Taiwan.

基生葉紙質，葉柄具有翼，心形至圓形，長可達30 cm。幼葉邊緣向內捲曲，遠軸面密被軟毛。掌狀深裂，裂片羽狀深裂或具鋸齒緣；莖生葉3枚，具有明顯葉鞘包覆著葉柄。

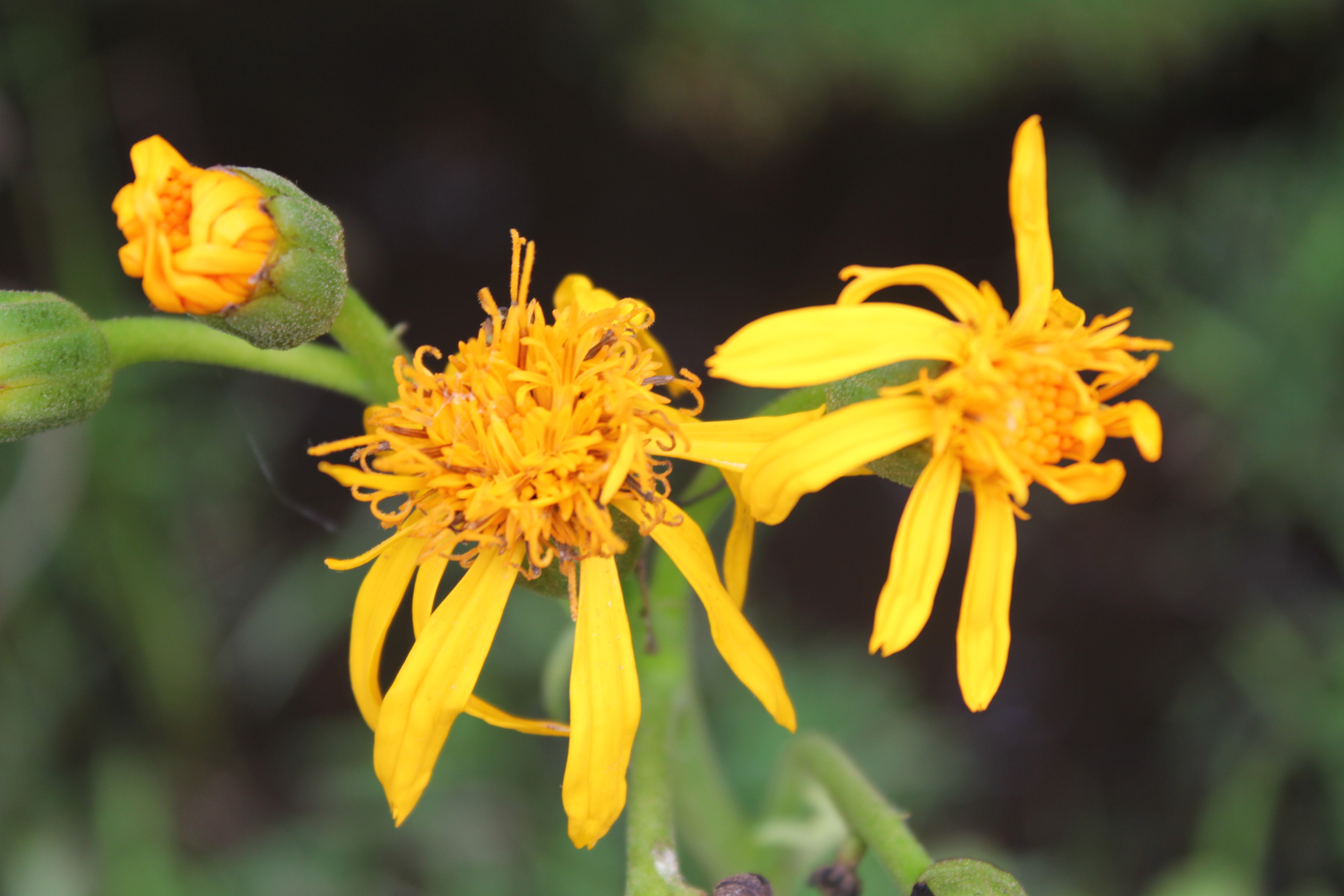
Flowers of Ligularia japonica at Mt. Huangzui Ecological Protected Area, Yangmingshan National Park, Taipei, Taiwan.

花梗長 2–9 cm，密被皺曲軟毛。頭花 2-8朵，呈鬆散的繖房狀排列。總苞鐘形至管狀，徑約 2 cm，密被軟毛，苞片單層，9-12枚，長橢圓形，先端漸尖，不被包覆在基部葉腋；舌狀花一輪共10枚，雌性花，花冠黃色，長5-6cm，寬約 1cm；管狀花橙色，花冠管狀，長約 2cm。

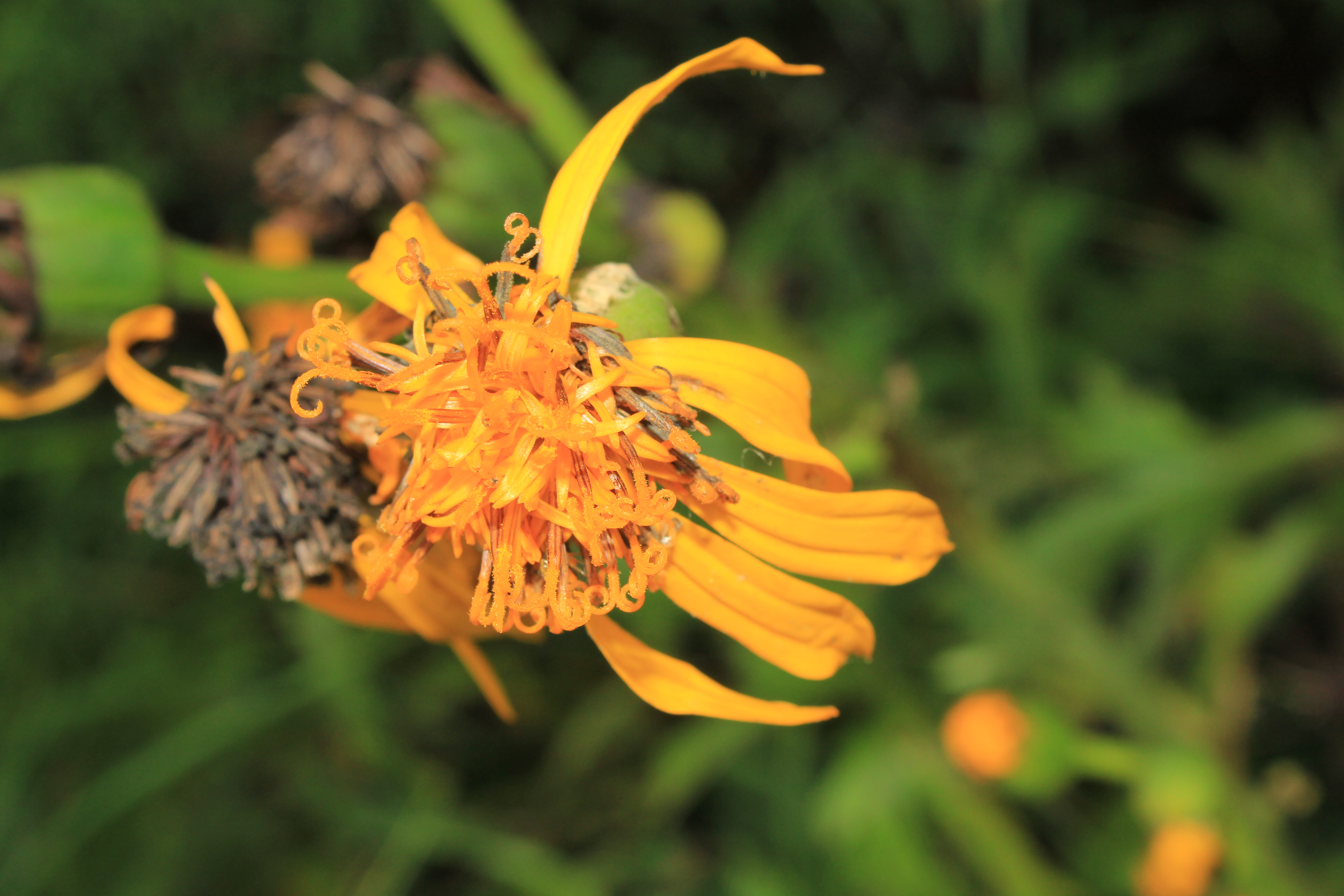
Flowers of Ligularia japonica at Mt. Huangzui Ecological Protected Area, Yangmingshan National Park, Taipei, Taiwan.

瘦果圓柱狀，約 1 cm長，光滑無毛；冠毛長 6-7.5 mm，銹褐色。
染色體數 2n = 60。
。

## 分佈
分布於中國、印度、日本、北韓、南韓、臺灣等地，北美洲有栽培。
在臺灣，分佈於北部山區潮濕處與草坡。
數量稀少，目前確認有穩定族群的地點有：
陽明山國家公園內的一處濕地，與東北部山區芒草叢中。

## 名稱混用
本文所描述物種之學名為Ligularia japonica，在《中國植物誌》中名為「大頭橐吾」；但於《臺灣植物誌》第二版中，則名為「大吳風草」。臺灣地區多採用後者。
另有一同科不同屬的物種Farfugium japonicum，《中國植物誌》中名為「大吳風草」，屬於大吳風草屬；《臺灣植物誌》第二版中，則將此物種稱作「山菊」，並以腎形基生葉是否有明顯鋸齒緣與另一變種台灣山菊作區分。

## 异名
- Ligularia japonica (Thunb.) Less. var. scaberrima (Hayata) Ling